# Герб комуни Габу
Герб комуни Габу (швед. Habo kommunvapen) — символ шведської адміністративно-територіальної одиниці місцевого самоврядування комуни Габу. 

## Історія
Герб комуни було розроблено 1974 року, а офіційно зареєстровано 1986 року.

## Опис (блазон)
Щит перетятий на срібне й зелене поля, їх розтинає пліт (огорожа) в обернених кольорах.

## Зміст
Сюжет герба з огорожею має асоціюватися з давньою назвою поселення.   